# 毗舍婆佛
毗舍婆佛（梵：Viśvabhu，巴利：Vessabhū），又作毗濕婆、毗舍浮、攝羅等，意译曰遍现、全现。過去七佛的第三佛。姓拘利若，生於剎帝利家庭，據《長阿含經》卷一《大本经》記載：其佛出世的時間，距今已三十一劫（一劫為13億4千萬年）。父親名為善灯。母親名為称戒。有子名為妙覺。居於無逾城中。一日於娑羅樹下得阿耨多羅三藐三菩提。舉行過二次說法集會，第一次度化七萬弟子，第二次度化六萬弟子。上座弟子一名為扶遊，一名為鬱多摩。侍者名為寂滅。